# Ceabel, Sarnî
Ceabel (în ucraineană Чабель) este un sat în comuna Selîșce din raionul Sarnî, regiunea Rivne, Ucraina.

## Demografie
Componența lingvistică a localității Ceabel
     Ucraineană (99,63%)
     Alte limbi (0,37%)
Conform recensământului din 2001, majoritatea populației localității Ceabel era vorbitoare de ucraineană (99,63%), existând în minoritate și vorbitori de alte limbi.